# Diana Tanaka
Diana Tanaka (ダイアナ 田中) ou Dian Tanaka est une actrice japonaise.

## Filmographie

### au cinéma
- 1986 : Overkill : La mère de Hayaki
- 1986 : Les Aventures de Jack Burton dans les griffes du Mandarin : Gardienne du Wing Kong
- 1999 : I'll Remember April : Kimiko Tanaka

### à la télévision
- 1984 : Partners in Crime (1 épisode) : Une femme
- 1986 : Capitaine Furillo (1 épisode) : L'infirmière
- 1987 : Matlock (1 épisode) : L'assistante
- 1988 : The Bronx Zoo (1 épisode) : Une journaliste
- 1990 : Contre toute évidence : La secrétaire
- 1990 : Hiroshima: Out of the Ashes : Une femme
- 1991 : Les Simpson (1 épisode : Un poisson nommé Fugu) : L'aubergiste
- 1993-1994 : Sauvés par le gong : Les Années lycée (2 épisodes) : Dr. Wong
- 1994 : The Rockford Files: I Stille Love L.A. : La secrétaire de Kornblum
- 1996 : La Vie de famille (1 épisode) : Vivian Yuck
- 1998 : Sept à la maison (1 épisode) : L'infirmière
- 2000 : La meilleure amie de sa maîtresse : Une collègue
- 2002 : Tout le monde aime Raymond (1 épisode) : Une professeur
- 2003 : L.A. county brigade criminelle : Mlle. Ling